# Cyril Cartwright
Cyril Cartwright (* 28. Januar 1924 in Dukinfield, Cheshire; † 29. September 2015 in Pistyll, Gwynedd, Wales) war ein englischer Radrennfahrer.
Cyril Cartwright war Bergmann von Beruf, den Radsport bestritt er als Amateur. 1948 wurde er nationaler Meister im Einzelzeitfahren über 25 Meilen und war einer der ersten Fahrer, der mit 59 Minuten und 18 Sekunden unter einer Stunde blieb. Zudem stellte er nationale Rekorde über fünf und 30 Meilen auf.
Bei den UCI-Bahn-Weltmeisterschaften 1949 in Ordrup bei Kopenhagen wurde er Vize-Weltmeister in der Einerverfolgung. Im Jahr darauf, bei den British Empire Games 1950 Auckland, Neuseeland, errang die Goldmedaille in der Einerverfolgung. In jener Saison wurde er auch nationaler Meister in der Einerverfolgung.
Im Jahre 1951 konnte Cartwright nicht an seine vorherigen Leistungen anknüpfen. Als er nicht für die Olympischen Sommerspiele 1952 in Helsinki nominiert wurde, beendete er seine Radsport-Laufbahn. Er zog nach Wales, wo er gemeinsam mit seiner Frau einen Campingplatz betrieb. In seinen letzten Lebensjahren litt er unter Demenz. Cartwright verstarb am 29. September 2015 im Alter von 91 Jahren in seinem Zuhause in Pistyll und hinterließ seine Frau und einen Sohn. Er wurde in seinem Geburtsort Dukinfield beerdigt.